# Paropsivora asiatica
Paropsivora asiatica là một loài ruồi trong họ Tachinidae.